# Eric Wellwood
Eric Wellwood (Tecumseh, 6 marzo 1990) è un allenatore di hockey su ghiaccio ed ex hockeista su ghiaccio canadese.

## Carriera

### Giocatore
Messosi in luce nella lega giovanile OHL coi Windsor Spitfires (con cui vinse due volte il titolo, e per due volte la Memorial Cup), fu scelto dai Philadelphia Flyers al draft 2009 al sesto giro, 172ª scelta assoluta.
Un anno dopo i Flyer lo misero sotto contratto, e per le successive tre stagioni si divise tra l'NHL e la squadra farm team in AHL, gli Adirondack Phantoms.

### L'infortunio e il ritiro
Il 7 aprile 2013, in un incontro di AHL fra i Phantoms ed i Bridgeport Sound Tigers, Wellwood inciampò, finendo con la parte inferiore della gamba destra sulla lama del pattino sinistro, provocandosi una profonda ferita (rischiò seriamente il dissanguamento) e la lesione al 70% del tendine di Achille, oltre che la lesione di altri tendini.
Il tempo di recupero fu stimato tra nove mesi ed anno, e per garantire da una parte ai Flyers di non avere un ingaggio che pesasse sul salary cap, e dall'altra a Wellwood di avere una squadra che lo potesse supportare nel suo tentativo di recupero, fu messo sotto contratto direttamente dai Phantoms
Fu comunque presto chiaro che con un infortunio così grave ed inconsueto, il ritorno all'attività agonistica non poteva essere garantito ed infatti non riuscì a recuperare mai completamente dall'infortunio: il 29 maggio 2014 fu reso noto che aveva accettato il ruolo di assistente allenatore per gli Oshawa Generals

## Vita privata
Anche il fratello maggiore Kyle è un giocatore di hockey su ghiaccio professionista, che ha giocato in NHL con Toronto Maple Leafs, Vancouver Canucks, San Jose Sharks e Winnipeg Jets.

## Palmarès

### Giocatore

#### Club
- Ontario Hockey League: 2

Oshawa: 2008-2009, 2009-2010
- Memorial Cup: 2

Oshawa: 2009, 2010